# Liste der Herrscher von Iran
In der Liste der Herrscher von Iran sind alle bekannten Herrscher aufgelistet, die das Land Iran (in seinen heutigen Grenzen) oder einen Teil davon jemals regiert haben. Bei Dynastien, die nur eine bestimmte Zeit über iranisches Gebiet herrschten, ist auch immer nur diese angegeben, wenngleich die Dynastie in einem anderen Land bereits davor oder noch danach an der Macht war. Vertreter eines solchen Herrscherhauses, die noch nicht oder nicht mehr in Iran regierten, werden hier folglich nicht aufgeführt und nur mit „…“ angedeutet, während jene Herrscher (oder Linien), die zwar zu einer der genannten Dynastien gehören, aber nur über nichtiranische Gebiete geboten, hier gar nicht berücksichtigt wurden. Auch Angaben darüber, in welchen Teilen Irans die einzelnen Dynastien (zu bestimmten Zeiten) herrschten, wurden (außer bei der Unterscheidung in Linien) weggelassen. Lediglich bei gleichzeitig in verschiedenen iranischen Gebieten regierenden Vertretern derselben Dynastie findet sich in Klammern die Information, wer (ungefähr) wo herrschte. Sämtliche Zeiten sind Regierungszeiten, wobei hier allerdings nicht extra berücksichtigt wurde, seit oder bis wann ein Herrscher auch bzw. nur iranisches Territorium regierte.

## Altertum (vorislamische Zeit)

### Das ReichElam(2550 v. Chr.–636 v. Chr.)
- Siehe Liste der Könige von Elam

### Die „1.Meder-Konföderation“ (715–653 v. Chr.)
- Deiokes, 728–715 v. Chr. (Regierungszeit nach Herodot)
- Kyaxares I., 715–675 v. Chr. (Regierungszeit nach Herodot)
- Phraortes, 675–653 v. Chr. (Regierungszeit nach Herodot)

### DieSkythen(inPersien: 653–625 v. Chr.)
- Arbaka, Arphaxad und Arbakes, 653–625 v. Chr. (Regierungszeit nach Herodot)

### Die „2. Meder-Konföderation“ (625 v. Chr.–550 v. Chr.)

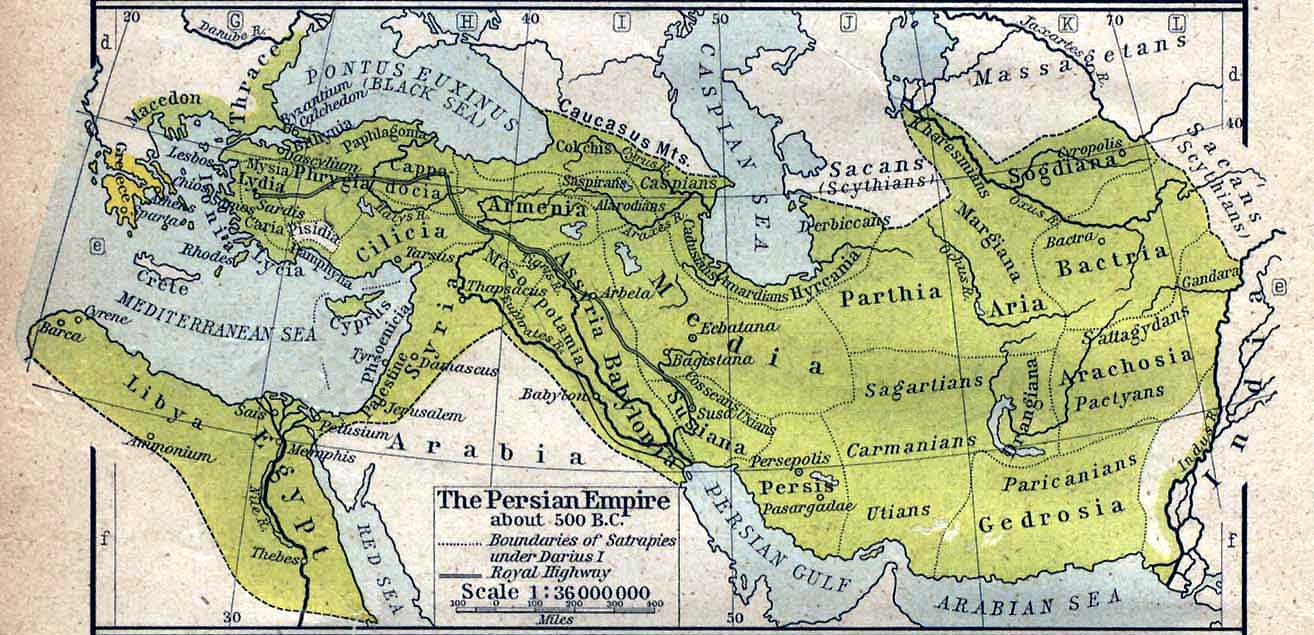
Das Achämenidenreich

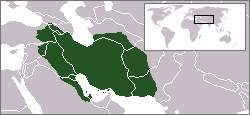
Das Partherreich

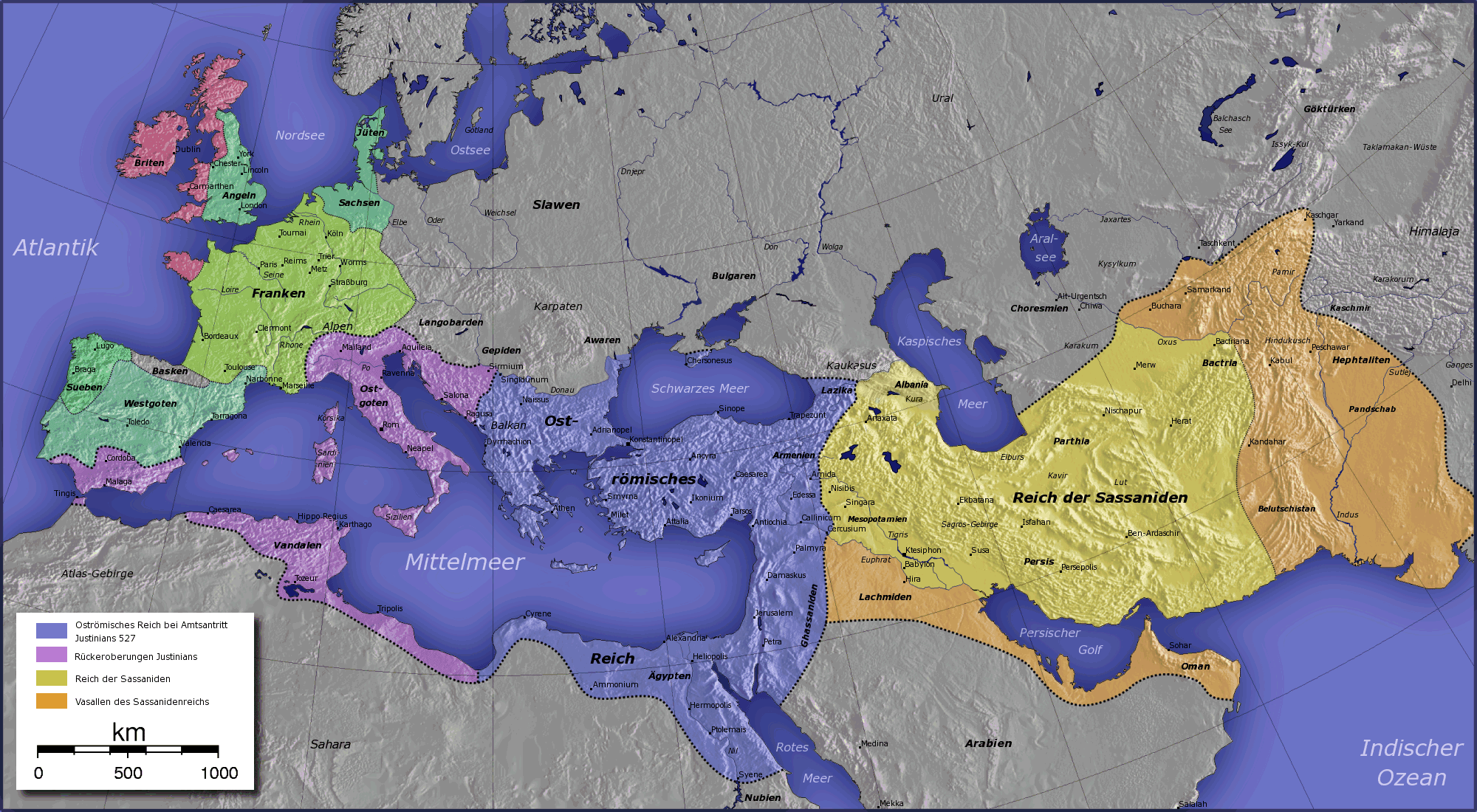
Das Sassanidenreich und die spätantike Mittelmeerwelt etwa zur Zeit Chosraus I.

- Kyaxares II., 625–585 v. Chr. (Regierungszeit nach Herodot)
- Astyages, 585–550 v. Chr. (Regierungszeit nach Herodot)

### DieAchämeniden(550–330 v. Chr.)
- Siehe Liste der achämenidischen Könige

### DieArgeaden(in Persien 331–310 v. Chr.)
- Alexander der Große, 336–323 v. Chr.
- Philipp III. Arrhidaios, 323–317 v. Chr.
- Alexander IV. Aigos, 323–310 v. Chr.

### DieSeleukiden(312–164 v. Chr.)
- Siehe Liste der Seleukidenherrscher

### DieParther/Arsakiden(247 v. Chr.–224 n. Chr.)
- Siehe Liste der Herrscher des Partherreiches

### DieSassaniden(224–651)
- Siehe Liste der Sassanidenherrscher

## Mittelalter

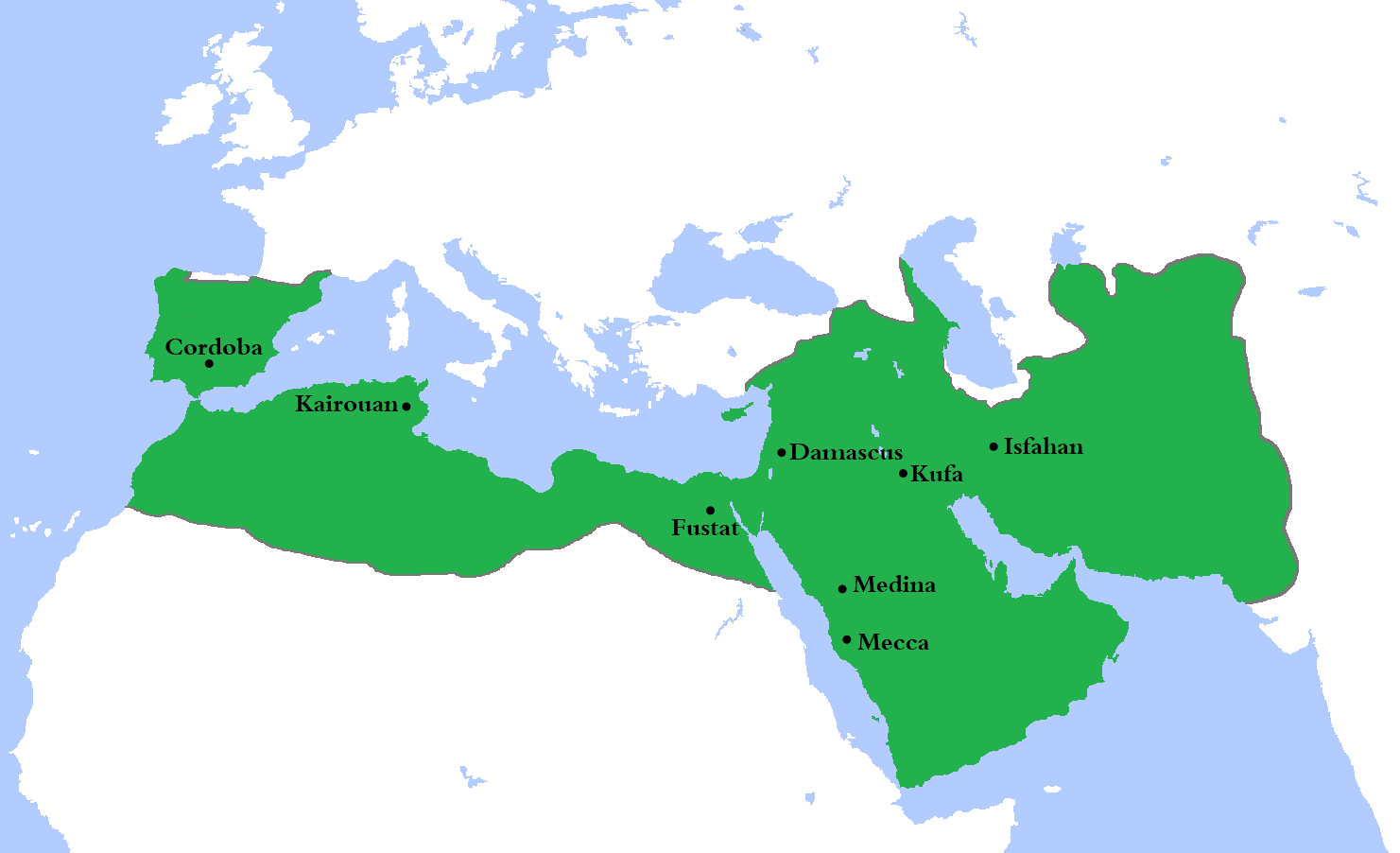
Das Umayyadennreich

### Die „Rechtgeleiteten Kalifen“ (in Persien: 632–661)
- Abū Bakr, 632–634
- ʿUmar ibn al-Chattāb, 634–644
- ʿUthmān ibn ʿAffān, 644–656
- ʿAlī ibn Abī Tālib, 656–661

### DieUmayyaden(661–750)
- Siehe Liste der Kalifen

### DieAbbasiden(748–1258)
- Siehe Liste der Kalifen

### DieTahiriden(in Persien: 821–880/81)
- Abu t-Tayyib Tāhir (I.) b. Husain b. Musab b. Ruzaiq al-Chuzai, 821–822
- Talha b. Tāhir, 822–828
- ʿAbdallāh b. Tāhir, 828–845
- Tāhir (II.) b. Abdullah, 845–862
- Muhammad b. Tāhir, 862–873
- al-Husain b. Tāhir, 876–880/81

### Die (zaiditischen)AlidenvonTabaristan(864–928)
- al-Hasan b. Zaid, 864–884
- Abu l-Husain Ahmad b. Muḥammad al-Qaim, 884
- Muhammad b. Zaid, 884–900
- al-Hasan b. Ali al-Utrusch, 914–917
- Hasan b. al-Qasim, 917–928
- Abu l-Husain Ahmad b. Hasan, 917–923
- Abu l-Qasim Dschafar b. Hasan, 917–925
- Abu Ali Muhammad b. Ahmad, 925–926
- Ismail b. Dschafar, ca. 925 und 930
- Abu Dschafar Muhammad, ca. 926–943

### DieSaffariden(861–1003)

#### Die Laithiden
- Abu Jusuf Jaqub b. al-Laith as-Saffar, 861–879
- Abu Hafs Amr b. al-Laith, 879–900
- Abu l-Hasan Tahir b. Muhammad b. Amr, 900–909
- al-Laith b. Ali b. al-Laith, 909–910
- Muhammad b. Ali, 910
- al-Muaddal b. Ali, 910–911
- Abu Hafs Amr b. Jaqub b. Muhammad b. Amr, 912

#### Die Chalafiden
- Abu Dschafar Ahmad b. Muhammad b. Chalaf, 923–963
- Abu l-Husain Tahir b. Muhammad, 963–969
- Wali d-Daula Abu Ahmad Chalaf b. Ahmad, 969–1003

### DieSamaniden(819–1005)
- Ahmad (I.) b. Asad b. Saman Chuda, 819–874
- Nasr (I.) b. Ahmad, 874–892
- al-Amir al-Mahdi Abu Ibrahim Ismail b. Ahmad, 892–907
- al-Amir asch-Schahid Abu Nasr Ahmad (II.) b. Ismail, 907–914
- al-Amir as-Said Nasr (II.) b. Ahmad, 914–943
- al-Amir al-Hamid Nuh (I.) b. Nasr, 943–954
- al-Amir al-Muayyad (oder al-Muwaffaq) Abu l-Fawaris Abd al-Malik (I.) b. Nuh, 954–961
- al-Malik al-Muzaffar al-Amir as-Sadid Abu Salih Mansur (I.) b. Nuh, 961–976
- al-Amir ar-Radi (oder ar-Raschid) Abu l-Qasim Nuh (II.) b. Mansur, 976–997
- Abu l-Harith Mansur (II.) b. Nuh, 997–999
- Abu l-Fawaris Abd al-Malik (II.) b. Nuh, 999–1000
- Abu Ibrahim Ismail (II.) al-Muntasir b. Nuh, 1000–1005

### DieZiyariden(931–ca. 1090)
- Abo l-Haddschadsch Mardawidsch b. Ziyar, 931–935
- Zahir ad-Daula Abu Mansur Woschmgir b. Ziyar, 935–967
- Zahir ad-Daula Abu Mansur Bisutun b. Woschmgir, 967–978
- Schams al-Maali Abu l-Hasan Qabus b. Woschmgir (= Qābūs ibn Wušmagīr), 977/978–981 und 987–1012/1013
- Falak al-Maali Manutschehr b. Qabus, 1012–1029
- Abu Kalidschar Anuschirawan b. Manutschehr, ca. 1029–1049
- Onsor al-Maali Kejkawus b. Iskandar b. Qabus, ca. 1049–1087
- Gilan-Schah b. Kejkawus, ca. 1087–1090

### DieBuyiden(932–1062)

#### Die Buyiden vonDschibāl
- Rukn ad-Daula Abu l-Hasan Ali, 932–947
- Rukn ad-Daula Abu Ali Hasan, 947–977
- Muayyid ad-Daula Abu Mansur Buya, 977–983 (in Hamadan und Isfahan)
- Fachr ad-Daula Abu l-Hasan Ali, 976/977–997 (in Rey) und 983–997 (in Hamadan und Isfahan)
- Schams ad-Daula Abu Tahir Fulan, 997–1021 (in Hamadan und Isfahan)
- ʿAlāʾ ad-Daula, 1008–1041 (in Isfahan)[1]
- Sama ad-Daula Abu l-Hasan Fulan, 1021–ca. 1028 oder 1028–vor 1030 (in Hamadan und Isfahan)
- Madschd ad-Daula Abu Talib Rustam, 997–1029 (in Rey), Stellvertretung bis 1028: Schirin („as-Sayyida“), die Witwe von Fachr ad-Daula[2]

#### Die Buyiden vonFarsundChuzistan
- Imad ad-Daula Abu l-Hasan Ali, 934–949
- Adud ad-Daula Abu Schudscha Fana Chusrau, 949–983
- Scharaf ad-Daula Abu l-Fawaris Schirzil, 983–990
- Samsam ad-Daula Abu Kalidschar Marzuban, 990–998
- Baha ad-Daula Abu Nasr Firuz, 998–1012
- Sultan ad-Daula Abu Schudscha, 1012–1024
- Imad ad-Din Abu Kalidschar Marzuban, 1024–1048
- al-Malik ar-Rahim Abu Nasr Chusrau Firuz, 1048–1055
- Abu Mansur Fulad Sutun, 1055–1062

#### Die Buyiden vonKerman
- Muizz ad-Daula Abu l-Husain Ahmad, 936–949
- Adud ad-Daula Abu Schudscha Fana Chusrau, 949–983
- Samsam ad-Daula Abu Kalidschar Marzuban, 983–998
- Baha ad-Daula Abu Nasr Firuz, 998–1012
- Qawam ad-Daula Abu l-Fawaris, 1012–1028
- Imad ad-Din Abu Kalidschar Marzuban, 1028–1048

### DieGhaznawiden(in Persien: ca. 1003–1040)
- Saif ad-Daula Abu l-Qasim Mahmud b. Sebük-Tegin, 998–1030
- Dschalal ad-Daula Abu Ahmad Muhammad b. Mahmud, 1030–1031 und 1040–1041
- Schihab ad-Daula Abu Said Masud (I.) b. Mahmud, 1031–1040

### DieKakuyiden(ca. 1007–1141)
- Ala ad-Daula Abu Dschafar Muhammad b. Rustam Duschmanziyar, ca. 1007–1041
- Schams al-Mulk Zahir ad-Din Abu Mansur Faramurz b. Muhammad, 1041–ca. 1063
- Ala ad-Daula Abu Kalidschar Garschasp (I.) b. Muhammad, 1041–ca. 1148 (in Hamadan)
- Ala ad-Daula (oder Muayyid ad-Daula) Abu Mansur Ali b. Faramurz, ?–1095
- Ala ad-Daula Adud ad-Din Abu Kalidschar Garschasp (II.), 1095–ca. 1141

### DieNasriden(1030–1225)
- Tadsch ad-Din (I.) Abu l-Fadl Nasr b. Ahmad, 1030–1031, 1034–1036 und 1038–1073
- Baha ad-Daula Tahir b. Nasr, 1073–1088
- Badr ad-Daula Abu l-Abbas b. Nasr, 1088–1090
- Baha ad-Daula Chalaf b. Nasr, 1090–1106
- Tadsch ad-Din (II.) Abu l-Fadl (oder: Abu l-Fath) Nasr b. Chalaf, 1106–1164
- Schams ad-Din Muhammad (oder: Ahmad) b. Nasr, 1164–1169
- Tadsch ad-Din (III.) Harb b. Izz al-Muluk Muhammad b. Nasr, 1169–1213
- Yamin ad-Din Bahram-Schah b. Harb, 1213–1221
- Tadsch ad-Din (IV.) Nusrat (oder: Nasr) b. Bahram-Schah, 1221–1222
- Schihab ad-Din Mahmud b. Harb, 1221
- Rukn ad-Din Mahmud b. Bahram-Schah, 1221–1222
- Abu l-Muzaffar Ali b. Harb, 1222
- Ala ad-Din Ahmad b. Nasir ad-Din Uthman b. Harb, 1223–1225
- Uthman-Schah b. Nasir ad-Din Uthman, 1225

### DieSeldschuken(in Persien 1038–1194)

#### Die Großseldschuken
- Siehe Liste der Großseldschuken

#### DieKirman-Seldschuken
- Siehe Liste der Kirman-Seldschuken

### DieNizaritenvonAlamut(1090–1256)
- Hasan-i Sabbah, 1090–1124
- Kiya Buzurg-Umid, 1124–1138
- Muhammad b. Buzurg-Umid, 1138–1162
- Hassan (II.) b. al-Qahir Ala Dhikrihi s-Salam, 1162–1166
- Nur ad-Din Muhammad (II.) b. Hassan, 1166–1210
- Dschalal ad-Din Hassan (III.) b. Muhammad, 1210–1221
- Ala ad-Din Muhammad (III.) b. Hassan, 1221–1255
- Rukn ad-Din Chvurschah b. Muhammad, 1255–1256

### DieEldigüziden/AtabegsvonĀzarbāydschān(ca. 1136–1225)
- Schams ad-Din Eldigüz, 1136–1175
- Nusrat ad-Din Abu Dschafar Dschahan-Pahlavan Muhammad b. Eldigüz, 1175–1186
- Muzaffar ad-Din Qizil-Arslan Uthman b. Eldigüz, 1186–1191
- Nusrat ad-Din Abu Bakr Muhammad b. Dschahan-Pahlavan, 1191–1210
- Qutlugh-Inantsch, 1191–ca. 1196 (in Dschibāl)
- Muzaffar ad-Din Özbeg Muhammad b. Dschahan-Pahlavan, 1210–1225

### DieAtabegs von Yazd(ca. 1141–1318)
- Rukn ad-Din Sam b. Vardanruz, ca. 1141–1188
- Izz ad-Din Langar b. Vardanruz, ca. 1188–1207
- Muhyi d-Din Vardanruz b. Langar, 1207–1219
- Qutb ad-Din Abu Mansur Isfahsalar b. Langar, 1219–1229
- Mahmud-Schah b. Abi Mansur Isfahsalar, 1229–1241
- Salghur-Schah b. Mahmud-Schah, 1241–1252
- Togha(n)-Schah b. Salghur-Schah, 1252–1272
- Ala ad-Daula b. Togha(n)-Schah, 1272–1275
- Yusuf-Schah b. Togha(n)-Schah, 1275–1297
- Haddschi-Schah b. Yusuf-Schah, ca. 1315–1318

### DieChoresm-Schahsaus der Dynastie derAnuschteginiden(in Persien: 1142–1231)
- Ala ad-Dunya wa-d-Din Abu l-Muzaffar Qisil-Arslan Atsiz, 1127/28–1156
- Tadsch ad-Dunya wa-d-Din Abu l-Fath Il-Arslan, 1156–1172
- Ala ad-Dunya wa-d-Din Abu l-Muzaffar Tekisch, 1172–1200
- Dschalal ad-Dunya wa-d-Din Sultan-Schah Abu l-Qasim Mahmud, 1172–1193 (in Nordchorasan)
- Ala ad-Dunya wa-d-Din Abu l-Fath Muhammad, 1200–1220
- Dschalal ad-Dunya wa-d-Din Abu l-Muzaffar Mengübirti, 1220–1231
- Ghiyath ad-Din Abu l-Muayyad Pir-Schah, 1221/22–1224 (in Westpersien)

### DieSalghuriden/Atabegs von Fars (1148–1282)
- Muzaffar ad-Din Sunqur b. Maudud, 1148–1161
- Muzaffar ad-Din Zangi b. Maudud, 1161–1175 (oder 1161–1178)
- Tekele (oder Degele) b. Zangi, 1175–1198 (oder 1178–1198)
- Muzaffar ad-Din Abu Schudscha Sad (I.) b. Zangi, 1198–1226
- Muzaffar ad-Din Abu Bakr Qutlugh-Chan b. Sad, 1226–1260
- Muzaffar ad-Din Sad (II.) b. Qutlugh-Chan, 1260
- Adud ad-Din Muhammad b. Sad, 1260–1262
- Muzaffar ad-Din Muhammad-Schah b. Salghur-Schah b. Sad, 1262–1263
- Muzaffar ad-Din Seldschuq-Schah b. Salghur-Schah, 1263
- Muzaffar ad-Din Abisch-Chatun b. Sad, 1263–1282 (ab 1264 zusammen mit Mengü-Temür b. Hülegü)

### DieHazaraspiden/Atabegs von Großluristan(1148–1424)
- Abu Tahir (b. Ali?) b. Muhammad, 1148–1161
- Nusrat ad-Din Hazarasp b. Abi Tahir, 1203/04 bis 1229 oder 1252/53
- Imad ad-Din b. Hazarasp (reg. eventuell nach dem Tod seines Vaters)
- Nusrat ad-Din Kalha b. Hazarasp (reg. eventuell nach dem Tod seines Vaters)
- Tekele (oder Degele) b. Hazarasp, ca. 1257/58–1259
- Schams ad-Din Alp-Arghu(n) b. Hazarasp, ca. 1259–1274
- Yusuf Schah (I.) b. Alp-Arghu(n), ca. 1274–1288
- Afrasiyab (I.) b. Yusuf Schah, ca. 1288–1296
- Nusrat ad-Din Ahmad b. Alp-Arghu(n), 1296 bis 1330 oder 1333
- Rukn ad-Din Yusuf Schah (II.) b. Ahmad, 1330 oder 1333 bis 1339
- Muzaffar ad-Din Afrasiyab (II.) Ahmad (b. Yusuf Schah oder b. Ahmad?), 1339–1355
- Naur al-Ward b. Afrasiyab, 1355
- Schams ad-Din Paschang (b. Yusuf Schah?), 1355–1378
- Pir Ahmad b. Paschang, 1378–1408
- Abu Said b. Pir Ahmad, ca. 1408–1417
- Schah Husein b. Abi Said, ca. 1417–1424
- Ghiyath ad-Din b. Kawus b. Huschang b. Paschang, 1424

### DieGhuriden(in Persien: ca. 1175–1206)
- Ghiyath ad-Din Abu l-Fath Muhammad b. Sam (1163–1203)
- Muizz ad-Din Muhammad b. Sam (1203–1206)

### DieQutlughchaniden(1222–1306)
- Nasir ad-Dunya wa-d-Din Abu l-Fawaris Baraq Hadschib, 1222–1235
- Qutb ad-Din Abu l-Fath Muhammad, 1235–1236 und 1252–1257
- Rukn ad-Din Mubarak b. Baraq, 1236–1252
- Qutb ad-Din/Ismat ad-Dunya wa-d-Din Qutlugh-Terken, 1257–1282 (für Haddschadsch-Sultan b. Muhammad)
- Dschalal ad-Din Abu l-Muzaffar Soyurghatmisch b. Muhammad, 1282–1292
- Safwat ad-Din Padischah-Chatun bt. Muhammad, 1292–1295
- Muzaffar ad-Din Abu l-Harith Muhammad Schah-Sultan b. Haddschadsch-Sultan, 1296–1304
- Qutb ad-Din Schah-Dschahan b. Soyurghatmisch, 1304–1305

### DieIlchane(1256–1388)
- Hülegü, 1256–1265
- Abaqa, 1265–1282
- Ahmad Tegüder, 1282–1284
- Arghun, 1284–1291
- Gaichatu, 1291–1295
- Baidu, 1295
- Mahmud Ghazan (I.), 1295–1304
- Ghiyath ad-Din Mohammad Chodabande Öldscheitü, 1304–1316
- Ala ad-Dunya wa-d-Din Abu Said, 1316–1335
- Arpa Ke'un, 1335–1336
- Musa, 1336–1337
- Muhammad, 1337–1338
- Togha(i) Temür, 1338–1353
- Sati Beg, 1338–1339
- Dschahan Temür, 1339–1341
- Sulaiman, 1339–1344
- Anuschirwan, 1344–1356
- Ghazan (II.), 1356–1357
- Luqman, 1353–1388

### DieMuzaffariden(1314–1393)
- Mobarez ad-Din Muhammad ibn Muzaffar, 1314–1358
- Dschamal ad-Din Abu l-Fawaris Schah-i Schudscha, 1358–1364 und 1366–1384
- Qutb ad-Din Schah Mahmud, 1364–1366
- Mudschahid ad-Din Zain al-Abidin Ali, 1384–1387
- Imad ad-Din Sultan Ahmad, 1387–1391 (in Kerman)
- Schah Yahya, 1387–1391 (in Schiras)
- Sultan Abu Ishaq, 1387–1391 (in Sirdschan)
- Schah Mansur, 1391–1393

### DieSarbedaran(1332–1386)
- Abd ar-Razzaq b. Fadl Allah, 1332–1338
- Wadschih ad-Din Masud b. Fadl Allah, 1338–1343
- Muhammad Ay-Temür, 1343–1346
- Chvadscha Tadsch ad-Din Ali b. Schams ad-Din Tschischumi, 1347–1351
- Yahya Karavi, 1351–1357
- Luft Allah b. Wadschih ad-Din Masud, zw. 1351–1362
- Amir Wali, zw. 1351–1362 (in Astarabad)
- Haidar Qassab, zw. 1351–1362
- Hasan Damghani, zw. 1351–1362
- Chvadscha Ali b. Muayyad, 1362–1376 und 1379–1386
- Rukn ad-Din, zw. 1376–1379

### DieTimuriden(in Persien: ca. 1380–1507)

#### Herrscher des Gesamtreiches
- Timur, 1370–1405
- Schāh Ruch, 1405–1447 (in Westpersien ab 1414)
- Ulugh Beg, 1447–1449

- Abu Said, 1451–1469 (in Chorasan ab 1459)

#### Die Timuriden von Westpersien
- Dschalal ad-Din Miran-Schah, 1393–1404
- Pir Muhammad, 1404–1409 (in Fars)
- Rustam, 1404–1409 (im Süden des persischen Iraks)
- Chalil Sultan, 1409 (in Rey)
- Baiqara, 1409–1412 (in Fars)
- Iskandar, 1412–1414 (erst in Fars, dann im persischen Irak)

#### Die Timuriden vonChorasan
- Abu l-Qasim Babur, 1447–1457
- Schah Mahmud, 1457
- Ibrahim, 1457–1459

- Husain, 1469–1470 und 1470–1506
- Yadgar Muhammad, 1470
- Badi az-Zaman, 1506–1507
- Muzaffar Husain, 1506–1507

## Neuzeit

### DieSafawiden(1501–1765)
- Ismail I., 1501–1524
- Tahmasp I., 1524–1576
- Ismail II., 1576–1577
- Mohammed Chodabanda, 1577–1587
- Abbas I., der Große 1587–1629
- Safi I., 1629–1642
- Abbas II., 1642–1666
- Safi II. (Sulaiman I.), 1666–1694
- Sultan Hosein, 1694–1722
- Tahmasp II., 1729–1732
- Abbas III., 1732–1736
- Sulaiman II., 1749–1750
- Ismail III., 1750–1765

### DieHotaki-Dynastie(in Persien: 1722–1729)
- Mir Mahmud Hotaki, 1722–1725
- Aschraf Khan, 1725–1729

### DieAfschariden(1736–1796)
- Nader Schah, 1736–1747
- Adil Schah, 1747–1748
- Ebrāhim Schah Afschār, 1748–1750
- Schah Ruch, 1750 und 1755–1796

### DieZand-Dynastie(1748–1794)
- Karim Khan-e Zand, 1748–1779
- Abol Fath Khan, 1779
- Mohammad Ali Khan, 1779
- Sadiq Khan, 1779–1781
- Ali Murad Khan, 1781–1785
- Dschafar Khan, 1785–1789
- Said Murad Khan Zand, 1789
- Lotf Ali Khan, 1789–1794

### DieKadscharen(1794–1925)
- Aga Mohammed Khan, 1794–1797
- Fath Ali Schah, 1797–1834
- Mohammad Schah Kadschar, 1834–1848
- Nāser ad-Din Schāh, 1848–1896
- Mozaffar ad-Din Schah, 1896–1907
- Mohammed Ali Schah, 1907–1909
- Ahmad Schah Kadschar, 1909–1925

### DiePahlavi-Dynastie(1925–1979)
- Reza Schah Pahlavi, 1925–1941
- Mohammad Reza Schah Pahlavi, 1941–1979

### Staatsoberhäupter derIslamischen Republik Iran(1979 bis heute)
- Imam Muhammad al-Mahdī (entrückt 873[3]), 12. Imam der Schiiten, in der Verfassung bestimmtes ewiges Staatsoberhaupt.

Religionsführer, in Ausübung:
- Ruhollah Chomeini, 1979–1989
- Ali Chamenei, 1989–amtierend